# 東川直正
東川 直正（とがわ なおまさ、1964年4月1日 - ）は、日本の国土交通技官。京都府建設交通部長や、国土交通省近畿地方整備局長を経て、2025年日本国際博覧会協会副事務総長。

## 人物・経歴
大阪市出身。大阪府立大手前高等学校を経て、1989年京都大学大学院工学研究科土木工学専攻修士課程修了、建設省入省。
京都国道事務所長、奈良県土木部道路建設課長、国土交通省国土政策局広域地方政策課調整室長、京都府建設交通部長、近畿地方整備局道路部長を経て、2017年関東地方整備局企画部長。
2018年国土交通省道路局国道・技術課長。2019年国土交通省大臣官房技術審議官。
2021年近畿地方整備局長、土木学会理事。2022年国土交通省大臣官房付、2025年日本国際博覧会協会理事・副事務総長。